# Stensjön (Svenarums socken, Småland)
Stensjön är en sjö i Vaggeryds kommun i Småland och ingår i Lagans huvudavrinningsområde. Sjön har en area på 0,158 kvadratkilometer och ligger 246,1 meter över havet. Stensjön ligger i Stensjökvarn Natura 2000-område. Sjön avvattnas av vattendraget Grimmavadet.

## Delavrinningsområde
Stensjön ingår i det delavrinningsområde (637391-141377) som SMHI kallar för Utloppet av Långserumssjön. Medelhöjden är 288 meter över havet och ytan är 46,09 kvadratkilometer. Det finns inga delavrinningsområden uppströms utan avrinningsområdet är högsta punkten. Grimmavadet som avvattnar avrinningsområdet har biflödesordning 2, vilket innebär att vattnet flödar genom totalt 2 vattendrag innan det når havet efter 217 kilometer. Delavrinningsområdet består mestadels av skog (73 %). Avrinningsområdet har 1,66 kvadratkilometer vattenytor vilket ger det en sjöprocent på 3,6 %.